# Klaus Piontek
Klaus Piontek (28 de febrero de 1935 - 22 de junio de 1998) fue un actor teatral, cinematográfico y televisivo de nacionalidad alemana. 

## Biografía
Nacido en Trzebnica, Polonia, en aquel momento parte de Alemania, Piontek estudió desde 1953 a 1956 interpretación en la Escuela de Teatro de Leipzig. Pasó un tiempo en Halberstadt y en el Staatsschauspiel de Dresde, entrando en 1962 en el Deutsches Theater de Berlín. Fue miembro del elenco del Deutsches Theater durante 36 años, hasta el momento de su muerte. Thomas Langhoff lo distinguió como uno de los „excelentes representantes de su profesión“, y Benno Besson alababa la capacidad de Piontek para mostrar el interior de sus personajes.
Además de su trabajo teatral, a partir de 1962 Piontek fue también actor cinematográfico y televisivo (en la Deutsche Film AG, Deutscher Fernsehfunk), aunque sin encasillarse en ningún género en concreto. Así, rodó cine policiaco, películas históricas y cuentos de hadas, aunque se hizo conocido por sus actuaciones en películas contemporáneas. Con su inconfundible voz, fue también actor de voz (dobló, por ejemplo, a George Kennedy en The Naked Gun 2½: The Smell of Fear y The Naked Gun 33⅓: The Final Insult) y actor radiofónico en emisiones de obras teatrales e infantiles.
Klaus Piontek falleció en Berlín, Alemania, en 1998. Fue enterrado en el Cementerio Francés de Berlín.

## Teatro (selección)

### Actor
(Deutsches Theater / Kammerspiele)
| - Cándida, de George Bernard Shaw (1960) - El jardín de los cerezos, de Antón Chéjov (1961) - Wilhelm Tell, de Friedrich Schiller (1962) - Der Frieden, de Peter Hacks a partir de Aristófanes (estreno); dirección de Benno Besson (1962) - Los dos hidalgos de Verona, de William Shakespeare (1963) - Tartufo, de Molière (1963) - Schau heimwärts, Engel, de Ketti Frings a partir de Thomas Wolfe (1964) - 1913, de Carl Sternheim (1964) - Der große Plan, de Johannes R. Becher (1964) - Die Millionärin, de George Bernard Shaw (1965) - Der Regenwettermann, de Alfred Matusche (1965) - Zwischenfall in Vichy, de Arthur Miller (1965) - Medida por medida, de William Shakespeare (1966) - Ödipus Tyrann, de Heiner Müller; obra derivada de Sófocles, estreno (1967) - Auto da Compadecida, de Ariano Suassuna (1968) - Don Juan, de Molière (1968) - Fausto, de Johann Wolfgang von Goethe (1968) - Der Herr Schmidt, de Günther Rücker / Estreno (1969) - Die Marullas, de Werner Heiduczek / Estreno (1969) - Der lange Weg zu Lenin, de Helmut Baierl (1970) - Das Verhör von Habana, de Hans Magnus Enzensberger (1970) - Kabale und Liebe, de Friedrich Schiller (1972) - Der Mann von draußen, de Ignati Dworezki (1973) - Fulgor y muerte de Joaquín Murieta, de Pablo Neruda (1974) - Die Sommerfrische, de Carlo Goldoni (1974) - Oberösterreich, de Franz Xaver Kroetz (1974) - Prinz von Homburg, de Heinrich von Kleist (1975) | - El cántaro roto, de Heinrich von Kleist (1975) - El rey Lear, de William Shakespeare (1976) - Der Standpunkt, de Vasili Shukshín (1976) - Prexaspes, de Peter Hacks (1979) - Die Piccolomini / Wallensteins Tod, de Friedrich Schiller (1979) - Draußen vor der Tür, de Wolfgang Borchert (1980) - Senecas Tod, de Peter Hacks / estreno (1980) - Maria Stuart, de Friedrich Schiller (1980) - Dantons Tod, de Georg Büchner (1981) - Verschwörung der Heuchler, de Mijaíl Bulgákov a partir de Molière (1982) - Bruder Eichmann, de Heinar Kipphardt (1983) - Die Winterschlacht, de Johannes R. Becher (1985) - Das Ende der Welt mit anschließender Diskussion, de Arthur Kopit (1985) - Der doppelte Otto, de Hans Lucke (1986) - Vor dem Ruhestand, de Thomas Bernhard (1986) - Kikeriki, de Sean O’Casey (1986) - Hamlet/Maschine, de Heiner Müller a partir de William Shakespeare (1990) - El cántaro roto, de Heinrich von Kleist (1990) - Mauser, de Heiner Müller (1991) - Das Käthchen von Heilbronn, de Heinrich von Kleist (1991) - Tartufo, de Molière (1992) - Der Turm, de Hugo von Hofmannsthal (1992) - Der Biberpelz, de Gerhart Hauptmann (1993) - Unser Dorf soll schöner warden, de Klaus Chatten (1993) - Engel in Amerika, de Tony Kushner (1994) - Die Geschichte von Heinrich IV., de William Shakespeare (1996) - Alte Meister, de Thomas Bernhard (1997) |

### Director
(Deutsches Theater / Kammerspiele)
- Die Ratten (1977), de Gerhart Hauptmann
- Pheripherie (1977), de František Langer
- Ländliche Werbung (1991), de George Bernard Shaw

## Filmografía (selección)
| - 1963: Der andere neben dir (TV), dirección de Ulrich Thein - 1964: Doppelt oder nichts (TV), dirección de Günter Stahnke - 1965: König Drosselbart, dirección de Walter Beck - 1965: Die besten Jahre, dirección de Günther Rücker - 1965: Lots Weib, dirección de Egon Günther - 1966: Dr. Schlüter (TV), dirección de Achim Hübner - 1966: Irrlicht und Feuer (TV), dirección de Heinz Thiel y Horst E. Brandt - 1966: Der kleine Prinz (TV), dirección de Konrad Wolf - 1967: Das Mädchen auf dem Brett , dirección de Kurt Maetzig - 1967: Ein sonderbares Mädchen (TV), dirección de Achim Hübner - 1968: Der Streit um den Sergeanten Grischa (TV), dirección de Helmut Schiemann - 1968: Die Toten bleiben jung, dirección de Joachim Kunert - 1968: Das siebente Jahr, dirección de Frank Vogel - 1968: Alchimisten (TV), dirección de Wolfgang Luderer - 1969: Junge Frau von 1914 (TV), dirección de Egon Günther - 1969: Seine Hoheit – Genosse Prinz, dirección de Werner W. Wallroth - 1971: Rottenknechte (TV), dirección de Frank Beyer - 1970: Anlauf (TV), dirección de Egon Günther - 1971: KLK an PTX – Die Rote Kapelle, dirección de Horst E. Brandt - 1972: Die Brüder Lautensack (TV), dirección de Hans-Joachim Kasprzik - 1973: Junger Mann (TV), dirección de Ralf Kirsten - 1973: Erziehung vor Verdun (TV), dirección de Egon Günther - 1973: Das zweite Leben des Friedrich Wilhelm Georg Platow, dirección de Siegfried Kühn - 1974: Mein lieber Mann und ich (TV), dirección de Klaus Gendries - 1975: Die Leiden des jungen Werthers, dirección de Egon Günther - 1976: Schach von Wuthenow (TV), dirección de Richard Engel - 1976: Der Meisterdieb (TV), dirección de Wolfgang Hübner - 1976: Polizeiruf 110: Bitte zahlen (serie TV) - 1977: Mama, ich lebe, dirección de Konrad Wolf - 1977: Glücksperlen (TV), dirección de Achim Hübner - 1977: Polizeiruf 110: Die Abrechnung (serie TV) | - 1978: Hospital der Verklärung (Szpital przemienienia), dirección de Edward Żebrowski - 1978: Ursula (TV) - 1979: Ende vom Lied (TV), dirección de Jurij Kramer - 1980: Alle meine Mädchen, dirección de Iris Gusner - 1980: Der Spiegel des großen Magus, dirección de Dieter Scharfenberg - 1980: Gevatter Tod, dirección de Wolfgang Hübner - 1980: Das große Abenteuer des Kaspar Schmeck (TV), dirección de Gunter Friedrich - 1981: Der lange Ritt zur Schule, dirección de Rolf Losansky - 1981: Trompeten-Anton (TV) - 1982: Sabine Kleist, 7 Jahre…, dirección de Helmut Dziuba - 1982: Der Aufenthalt, dirección de Frank Beyer - 1983: Martin Luther (TV), dirección de Kurt Veth - 1983: Bürger Luther – Wittenberg 1508–1546 – Narrador - 1984: Die vertauschte Königin, dirección de Dieter Scharfenberg - 1984: Wo andere schweigen, dirección de Ralf Kirsten - 1985: Die Zeit, die bleibt. Ein Film über Konrad Wolf, dirección de Lew Hohmann - 1986: Der Traum vom Elch, dirección de Siegfried Kühn - 1986: Der Freischütz in Berlin (TV), dirección de Klaus Gendries - 1987: Sachsens Glanz und Preußens Gloria, dirección de Hans-Joachim Kasprzik - 1989: Der Magdalenenbaum, dirección de Rainer Behrend - 1990: Geschichten einer Nacht (TV), dirección de Karl Gassauer - 1991: Olle Hexe, dirección de Günter Meyer - 1991: Jugend ohne Gott (TV), dirección de Michael Knof y Philip Gröning - 1991: Der Rest, der bleibt (TV), dirección de Bodo Fürneisen - 1991: Die Lügnerin, dirección de Siegfried Kühn - 1991: Farßmann oder Zu Fuß in die Sackgasse, dirección de Roland Oehme - 1992: Die Spur des Bernsteinzimmers, dirección de Roland Gräf - 1995: Das Versprechen, dirección de Margarethe von Trotta - 1997: Der Hauptmann von Köpenick (TV), dirección de Frank Beyer |